# Berta de Laon
Berta de Laon ou Bertrada de Laon, também conhecida como Berta Pés Grandes (Laon, c. 720 — 12 de julho de 783), foi rainha dos francos por seu casamento com Pepino, o Breve, e mãe de Carlos Magno.
Era filha de Cariberto, conde de Laon, filho de Bertrada de Prüm, e de uma mulher desconhecida, que a partir de uma suposta carta de Alão foi chamada de Gisela, mas a dita carta é uma falsificação do século XVII. Casou-se com Pepino em torno de 744 e em 751, com a tomada do poder por Pepino como rei dos francos, tornou-se rainha. Foram coroados pelo papa Estêvão II em 754.
Salvo por algumas aparições como patrona de fundações eclesiásticas, sua figura permanece apagada durante a vida de seu marido. Após enviuvar em 768, emerge como mulher enérgica e politicamente bem informada, foi uma grande promotora da aliança com os lombardos, instigou o casamento do filho Carlos com a filha do rei lombardo, e tentou incansavelmente fazer com que seus filhos cessassem suas desavenças, embora tenta tido pouco sucesso nisso. Após a morte do filho Carlomano em 771, retirou-se da corte e passou a viver em Choisy-au-Bac, onde faleceu em 12 de junho de 783.
Seus filhos foram:
- Carlos Magno (742 - 28 de janeiro de 814), Imperador do Sacro Império Romano-Germânico, casado várias vezes, teve diversos filhos legítimos e ilegítimos;
- Carlomano I (28 de junho de 751 -  4 de dezembro de 771), Rei dos Francos, casado com Gerberga, com quem teve descendência;
- Gisela (757–810), abadessa de Chelles;
- Os filhos Pepino, Chrothais (Rothaide), Adelaide e mais duas meninas, morreram na infância.

## Na cultura popular
- Adenet le Roi escreveu sobre ela em Li rouman de Berte aus grands piés de 1270;
- Berta é mencionada no poema Balada das Damas de Outrora, de François Villon.